# 아이지에이웍스
아이지에이웍스(영어: IGAworks Co., Ltd.)는 마케팅 자동화와 데이터분석, AI와 머신러닝 등을 중심으로 SaaS(서비스형 소프트웨어) 사업을 하는 기업이다. 2022년 7월, 중소벤처기업부가 새롭게 선정한 유니콘 기업 대열에 아이지에이웍스가 합류했다.
아이지에이웍스는 디파이너리(DFINERY)와 애드브릭스(adbrix), 모바일인덱스(MOBILE INDEX) 트레이딩웍스(TRADINGWORKS) 애드팝콘(ADPOPCORN SSP) 등의 자사 브랜드를 가지고 있으며, 디지털퍼스트(digitalFirst)와 디지털트리니티(DIGITAL TRINITY) 에이전시를 자회사로 두고 있다.
본사는 서울특별시 마포구 양화로 45 (서교동)에 위치한 세아타워의 15층과 20층에 위치해 있다. 주로 디파이너리와 애드브릭스, 모바일인덱스, 트레이딩웍스, 애드팝콘 부서가 이곳에 있다. 디지털퍼스트와 디지털트리니티는 서울특별시 용산구 서빙고로 17(한강로동) 센트럴파크타워 25층에 있는 HQ 용산 사옥으로 분리되어 있다.